# Голова селянина (картина Малевича, 1911)
«Голова селянина» — єдиний відомий ескіз до незбереженої картини російського та українського художника-авангардиста Казимира Малевича «Селянські похорони», написаний в 1911 році.

## Історія
«Голова селянина» — єдиний відомий ескіз до незбереженої монументальної картини Казимира Малевича «Селянські похорони», написаний в 1911 році. Картина і ескіз в 1927 році були вивезені Малевичем з СРСР, в числі 70 картин, які брали участь в Берлінській виставці та були залишені художником в Берліні. Після виставки картина «Селянські похорони» зникла, а «Голова селянина» довгий час зберігалася в будинку у німецької акторки Роми Бан.
Влітку 2014 року «Голова селянина» при естімейті в 600—800 тисяч фунтів стерлінгів була продана на лондонських торгах Sotheby's за 3,5 мільйона фунтів. В даний час картина знаходиться в приватному зібранні Кирила та Юлії Наумових (Санкт-Петербург) .

## Виставки
- 2015 р., 2 — 9 квітня — «Малевич. Голова селянина»(виставка однієї картини), KGallery, Санкт-Петербург[2]
- 2019 р., 11 квітня — 10 червня — «Три петербурзькі колекції», Російський музей, корпус Бенуа, Санкт-Петербург[1]